# جورج کومر
ناخدا جورج کومر (George Comer) (آوریل ۱۸۵۸–۱۹۳۷ میلادی)، یکی از معروف‌ترین ناخدایان صید نهنگ آمریکایی در خلیج هادسون به‌شمار می‌رفت و طی اوایل قرن بیستم میلادی به عنوان پیشروترین مرجع در اینوئیت خلیج هادسون به حساب می‌رفت.
کومر کاوشگر قطبی، شکارچی نهنگ/شکارچی خوک آبی، قوم‌شناس، نقشه‌نگار، مؤلف و عکسبردار بود. او ۱۴ سفر دریایی در شمالگان و سه سفر دریایی در طول عمرش در جنوبگان صورت داد. این سفرهای اکتشافاتی (در حدود ۱۸۷۵–۱۹۱۹ میلادی) اغلب در نیو لاندن، کنتیکت یا نیوبدفورد، ماساچوست صورت می‌پذیرفت. دایرهٔ دوستان و همکاران کومر شامل سایر کاوشگران سرشناس هم عصرش همچون رابرت پری و ناخدا فردریک کوک و مربی‌اش فرانتس بوئاس، ُ «پدر انسان‌شناسی آمریکایی» می‌شد.

## زندگی شخصی
کومر در استان کبک، در سال ۱۸۵۸ میلادی به دنیا آمد. پدر او انگلیسی و مادرش ایرلندی بودند. این خانواده در ۱۸۶۰ میلادی به ایالات متحده مهاجرت کردند و کومر در شرق هدم، کنتیکت پرورش یافت. او تنها به مدت دو سال در مدرسه شرکت نمود. پس از این که پدر کومر در دریا گم شد، مادر او نتوانست از فرزندش پشتیبانی و حمایت نماید. در پی آن، کومر یتیم شده و دوران خویش را در پرورشگاه هدم شرقی سپری نمود. در ۱۸۷۷ میلادی، کومر (در سن ۱۹ سالگی) با جولیا چیپمن (سن ۲۰ سالگی؛ متولد پنسیلوانیا) ازدواج کرده و این زوج خانه‌شان را در جاده کوهستان پارناسوس در هدم شرقی ساختند. حاصل این ازدواج دو فرزند بود: دخترشان نلی جی. (متولد آوریل ۱۸۷۸) و پسرشان توماس ال. (آوریل ۱۸۸۶–۱۹۳۰ میلادی) که یک افسر کشتی بود.

## سفرهای اکتشافاتی شمالگان
کومر اولین سفرهای دریایی خویش را در سن ۱۷ سالگی بر روی کشتی صید نهنگ «نیل» برای کامبرلند ساوند، جزیره بافین در ۱۸۷۵ میلادی صورت داد. او از ۱۸۸۹ تا ۱۸۹۱ میلادی سه گشت دریایی در اسکونری به نام «ارا» به مقصد جزیره جنوب شرقی بافین انجام داد. این سفرها پس از ۱۵ ماه صید نهنگ بر روی «کانتون» طی سال‌های ۱۸۹۳ تا ۱۸۹۴ صورت پذیرفت.
کومر پس از ۲۰ سال دریانوردی، مبدل به ناخدای اولین کشتی خود در ۱۸۹۵ میلادی شد. از ۱۸۹۵ تا ۱۹۱۲ میلادی، کومر طی شش سفر صید نهنگ در خلیج هادسون شامل قشلاق کردن در «روز ولکام ساوند» در «ارا» (که در ۱۹۰۶ در نیوفاندلند غرق شد) (ابر، ۱۹۸۹، صفحه ۲۵) و «ای تی گیفورد» به مهارت رسید.
کومر در حالی که در خلیج هادسون قشلاق می‌کرد با آیویلینگمیوت، نتسیلینگمیوت و قائرنرمیوت آشنا گردید. کومر مردان «کاریبو اینوئیت» را به عنوان دستیار صید نهنگ استخدام کرده و این افراد هم به خدمه کشتی گوشت گوزن دادند تا از توسعه بیماری اسکوربوت نجات پیدا کنند. کومر در بسیاری از موقعیت‌ها از اینوئیت‌ها عکسبرداری کرده و به همین دلیل به او نام «انگاکوق» (به معنی «شمن») را دادند، چرا که این عکس‌ها واقعیتی نبودند که به راحتی توسط اینوئیت‌ها درک گردند.
کومر با یک زن آویلیک به نام نیویاتسیاناق (یا نیویساناق) پیوندی برقرار ساخت که در میان اینوئیت‌ها از آن به «شوفلی کومر» یاد می‌گردد. او به مدت چندین سال در سفرها کومر را همراهی کرده و پسرش «اودلاناک» را که به او «جان ال» گفته می‌شد را همراهش آورد که طبق شایعه‌ای از او به عنوان پسر زیست‌شناختی کومر یاد کردند. کومر حداقل یک فرزند دیگر را هنگامی که در خلیج هادسون بود را از زنی به نام «اوکتوک» حاصل نمود به نام «لورنت پامئولیک» (۱۹۱۱-؟). پامئولیک توسط شوفلی و شمنی به نام «آنگوفیماریک» پس از مرگ مادرش به فرزندی گرفته شد.
تاجر خزی به نام اف.ان. مونجو در ۱۹۰۶ میلادی، «ارا» را خریده و ناخدا کومر را به عنوان ناخدا استخدام نمود، اما کومر کشتی را در جزیره میکلون-لانگلند نزدیک نیوفاندلند در همان سال غرق نمود. سپس کومر ناخدای اسکونری که مونجو پس از آن خرید به نام «ای.تی. گیفورد» شده که از ۱۹۰۷ تا ۱۹۱۲ میلادی فرماندهی نمود. این صیاد خارج از نیو لاندن، کنتیکت در سفر دریایی ۱۹۰۷ میلادی عملیات کرد، همچنین در سفر دریایی نیوبدفورد، ماساچوست در ۱۹۱۰ میلادی نیز برای شکار نهنگ و خز و قشلاق در دماغه فولرتون حضور داشت.
سفر اکتشافاتی «آنتونی فیالا» ی او در ۱۹۰۷ میلادی جهت استقرار پایگاه‌های تدارکاتی در شمالگان برنامه‌ریزی شد تا مایحتاج گروه دومی که قرار بود تلاش کنند تا به قطب شمال دست یابند را تهیه کند. کومر در ۱۹۱۲ میلادی از صید نهنگ بازنشسته شد.
کومر در ۱۹۱۵ میلادی به عنوان استاد یخ در «جورج بی. کلوئت» خدمت کرد که توسط موزه تاریخ طبیعی آمریکا برنامه‌ریزی شده بود تا افراد «دونالد مک‌میلان» را از «سفر اکتشافاتی کراکر لند» در ایتاه در گرینلند شمالی بازگرداند. در مسیر، کلوئت به مدت دو سال در یخ گیر افتاد و به کومر این فرصت را داد تا در «کوهستان دونداس»، (Umánaq, Uummannaq یا Umanak)،‏ تپه‌ای نزدیک پیتوفیک حفاری‌های باستان‌شناختی کند، آنجاکه شواهدی را از زیر خاک بیرون آورد از مردمانی که امروزه به مردمان تولی از آنها یاد شده که همان اجداد اینوئیت‌هایند. یافتهٔ او به «تودهٔ زبالهٔ کومر» معروف شده‌است، چرا که شامل تل زبالهٔ مربوط به آشپزخانه است.
آخرین سفر شمالگان کومر در ۱۹۱۹ میلادی رخ داد که بخشی از آن به دلیل وداعی بر دوستان اینوئیتش بود. این از برنامه‌هایی بود که توسط کاوشگر/رفتارشناس شمالگان به نام کریستین لیدن برنامه‌ریزی شده بود تا در میان اینوئیت‌ها به مطالعه بپردازد. اما اسکونری به نام «فینبک» در دماغه فولرتون به گل نشسته و گم شد. تحقیقاتی در مورد این سانحه صورت پذیرفت و شرایط به نظر مشکوک می‌آمد. برای کومر، فایدهٔ این حادثه این بود که می‌توانست مدت زمان طولانی تری را با دوستان اینوئیتش سپری نماید.